# Academia CHI
a Academia CHI é um grupo de pesquisadores honorificados pela SIGCHI, Special Interest Group in Computer–Human Interaction da Association for Computing Machinery (ACM). A cada ano são eleitos de 5 a 8 novos membros, por contribuições significativas ao desenvolvimento da área da interação humano-computador

## Induzidos por ano
| Ano  | Membros |
| ---- | --- |
| 2001 | Stuart Card, James D. Foley, Morten Kyng, Thomas P. Moran, Don Norman, Judith S. Olson, Ben Shneiderman                                   |
| 2002 | Bill Buxton, John M. Carroll, Douglas Engelbart, Sara Kiesler, Thomas Landauer, Lucy Suchman                                              |
| 2003 | Thomas Green, James D. Hollan, Robert E. Kraut, Gary M. Olson, Peter G. Polson                                                            |
| 2004 | George Furnas, Jonathan Grudin, William M. Newman, Brad A. Myers, Dan R. Olsen, Jr., Brian Shackel, Terry Winograd                        |
| 2005 | Ronald Baecker, Susan Dumais, John Gould, Saul Greenberg, Bonnie E. John, Andrew Monk                                                     |
| 2006 | Michel Beaudouin-Lafon, Scott Hudson, Hiroshi Ishii, Jakob Nielsen, Peter Pirolli, George Robertson                                       |
| 2007 | Joëlle Coutaz, Karen Holtzblatt, Gerhard Fischer, Robert J.K. Jacob, Jun Rekimoto, Christopher Schmandt                                   |
| 2008 | Gregory Abowd, Paul Dourish, Wendy Kellogg, Randy Pausch, Mary Beth Rosson, Steve Whittaker                                               |
| 2009 | Mark Ackerman, Bill Gaver, Clayton Lewis, Wendy Mackay, Aaron Marcus, Elizabeth Mynatt, Tom Rodden                                        |
| 2010 | Susanne Bødker, Mary Czerwinski, Austin Henderson, David Kieras, Arnie Lund, Larry Tesler, Shumin Zhai                                    |
| 2011 | Ravin Balakrishnan, Steven K. Feiner, Joseph Konstan, James Landay, Jenny Preece, Abigail Sellen, Dennis Wixon                            |
| 2012 | Ben Bederson, Steve Benford, Hugh Dubberly, Carl Gutwin, Joy Mountford, Alan Newell, Yvonne Rogers                                        |
| 2013 | Patrick Baudisch, Victoria Bellotti, Alan Dix, Clarisse De Souza, Bonnie Nardi, Rebecca Grinter, Thomas Tullis, Eric Horvitz              |
| 2014 | Susan M. Dray, W. Keith Edwards, Jodi Forlizzi, Richard H. R. Harper, Ken Hinckley, Jeff A. Johnson, Gary Marsden, John C. Tang           |
| 2015 | Stephen Brewster, Andy Cockburn, Anind Dey, Ernest Edmonds, Scott MacKenzie, Sharon Oviatt, Catherine Plaisant, Bill Verplank             |
| 2016 | Margaret Burnett, Elizabeth F. Churchill, Allison Druin, Susan R. Fussell, Yves Guiard, Leysia Palen, Daniel M. Russell, John Stasko      |
| 2017 | Elisabeth André, Lorrie Faith Cranor, Vicki L. Hanson, Marti A. Hearst, Gloria Mark, Philippe Palanque, Paul Resnick, Thad Eugene Starner |
| 2018 | Amy S. Bruckman, Sheelagh Carpendale, Ed Chi, Michael Muller, Albrecht Schmidt, Jean Scholtz, Andrew D. Wilson, Volker Wulf               |